# ベイジーニョ
ベイジーニョ（ポルトガル語: Beijinho、別名：ブランキーニョ - branquinho）はコンデンスミルク、砕いた乾燥ココナッツ、バターを使用して作り、上部に上白糖、ココナッツをふりかけクローブを飾り付けたブラジルのキャンディである。ブラジルでは誕生日パーティで作られる一般的な菓子である。ベイジーニョはポルトガル語で「小さなキス」という意味がある。
ベイジーニョはブラジルの菓子ブリガデイロに似ているが、ココナッツを使用している。完成させる際、上から粉砂糖もしくは砕いたココナッツを全体にまぶす。伝統的な作り方においては、クローブをキャンディの一番上に取り付ける。
ベイジーニョは元々は「beijo de freira」と呼ばれており、アーモンド、水、砂糖を使用して作る菓子であったと信じられている。